# 新疆广播电视台
43°46′02″N 87°37′36″E / 43.76717°N 87.62673°E
新疆广播电视台是中国新疆维吾尔自治区的省级国营广播电视机构，由新疆人民广播电台和新疆电视台合并组建，为新疆维吾尔自治区人民政府直属事业单位，接受中共新疆维吾尔自治区委宣传部领导。

## 历史与发展

### 新疆电视台
1970年10月1日，新疆电视台开播。
1986年7月1日，新疆电视台利用中国中央电视台第一套节目播出结束后的卫星时段，租用邮电部米泉地球站，使汉语、维吾尔语、哈萨克语节目正式上星传输，成为全中国第一家上星播出的省级电视台。
1993年8月1日，新疆电视台租用中星五号的一个转发器，使维吾尔语、汉语、哈萨克语的节目在每天16个小时内分时段上星播出。
1997年8月28日，新疆电视台租用而通过亚太一号卫星，采用数字技术，并把卫星频道一分为三，实现了维吾尔语、汉语、哈萨克语节目可以各自在一个频道内播出，以方便各民族观众收看。 
2001年7月1日，新疆电视台与新疆有线电视台、新疆经济电视台合并。
2009年3月31日，新疆电视台正式更换新台标，并且15套全部统一形状台标。2009年7月，新疆电视台1套即新疆卫视提出“新卫视”概念口号，直至再次更换新台标。
2009年，继新疆乌鲁木齐七五事件后，新疆卫视连同北京卫视、西藏卫视、兵团卫视一同作为政策落地频道，全国覆盖率接近百分百，之后因应“对等落地”策略使得新疆广电网络的卫视频道传送全部到位。
2012年5月14日，新疆电视台再次更换新台标，起初仅新疆卫视使用彩色台标（其他频道使用透明白色的第四代台标），数日后新疆电视台所有频道统一新台标，结束了只有新疆卫视使用彩色台标的历史。
2018年，新疆电视台逐步推进高清播出，此前于2017年5月23日新疆卫视画幅调至16:9，后于2018年8月16日全地面（含上星民语）频道画幅和台标全部过渡至16:9，由于技术不佳，引起大多节目暴力切边，两天后调回4:3。
2019年1月22日，新疆卫视的画幅（主要是新闻节目）和台标改为16:9。
2019年9月30日，新疆广播电视台12套电视节目全部实现高标清16:9同播。

### 新疆人民广播电台
1949年12月21日，新疆人民广播电台正式开播。成立初，汉语呼号为迪化人民广播电台，维吾尔语呼号为乌鲁木齐人民广播电台。
1950年4月10日，与中央人民广播电台、「北京广播电台」（現中國國際廣播電台）和其它地方人民广播电台一样，统一使用《东方红》为调谐信号至今。
1951年3月20日，改称新疆省人民广播电台，对外呼号为新疆人民广播电台。
1956年1月1日，改称现名。
1994年12月28日，数字声卫星广播上行站建成开播，实现了新疆人民广播电台五种语言广播节目的卫星传输，覆盖全疆。新疆周边省区和国家，以及太平洋地区都可以通过卫星清晰地收听到新疆台的广播。
2000年4月18日，新疆人民广播电台开通官方网站新疆新闻在线。
2001年10月26日，在已建成汉语网站的基础上，又增加了维、哈、蒙、柯四种民族语言的子网站。
2002年3月1日，新疆人民广播电台抓住国家实施“西新工程”的发展机遇，建成了目前世界先进、国内一流的数字化播出系统，实现了从节目录制、节目编单、节目审核、节目管理、节目播出整个过程的自动化、网络化、数字化，使新疆台在中国省级广播电台中率先进入了数字化时代。
目前，新疆人民广播电台采编播译技术人员共448人，行政管理人员21名，工人18名，包括11个民族：其中汉族203人、维吾尔族119人、蒙古族65人、哈萨克族61人、柯尔克孜族17人、回族11人、乌孜别克族4人、锡伯族3人、达斡尔族2人、俄罗斯族1人、满族1人。全台共有各类专业人员448人，其中正高职称7人、副高职称72人、中级职称职189人，初级以下职称181人。在台党委的统一领导下，设立了纪律检查委员会；机关党总支；台办公室；台总编室；总工办；汉语新闻部、专题部、文艺部（包括民族语言广播）、经济社会部；维吾尔语新闻部、专题部；哈萨克语编辑部；蒙古语编辑部；柯尔克孜语编辑部；技术部；广告部。目前属二级局建制。

### 新疆广播电视台
2018年12月12日，由新疆人民广播电台和新疆电视台合并组建的新疆广播电视台正式挂牌成立。
2022年4月28日，新疆广播电视台推出丝路视听客户端。

## 卫星信号
新疆电视台8套哈语综艺频道同时承担柯尔克孜语节目播放平台，自2004年10月15日起每晚18:30面向吉尔吉斯斯坦传送《今日中国》电视栏目，期间00年代台标时期的XJTV-8期间使用同新疆卫视一致的彩色台标并不标注任何文字，2010版台标时期则去除“8”字，被观众误认为是新疆卫视，直到2012版台标启用开始一直带着“8”显示，自2018年5月2日柯语节目《今日中国》调整到每天下午13:00并压缩成30分钟，期间直接去除台标和报时器。2006年1月，新疆电视台开播5分钟柯语节目《新闻简报》隔日播出。
2012年5月，新疆电视台正式开播柯语译制版CCTV《新闻联播》和《新疆新闻联播》（使用汉语版译制配音），起初是在XJTV-12每天下午14:00播出一小时，于2018年5月2日调整到XJTV-8下午13:30播出一小时，期间不动任何台标。
2014年6月13日至7月14日的巴西世界杯期间，新疆电视台5套使用维吾尔语进行配音转播CCTV-5的赛事，因受地域版权保护因素，开路卫星信号的XJTV-5出现没多久就用彩条屏蔽覆盖（针对新疆区外所有省市区域），待过了赛事时段恢复节目播出。之后其他重要国际赛事亦是如此。
2017年2月16日，中星九号“一代机”上的开路信号新疆电视台所有上星频道连同CCTV-1和其他民语卫视综合频道一同停止传送；村村通“二代机”和中星6A目前依然保留新疆电视台上星频道全系列的开路播出；而在户户通“三代机”当中，仅新疆卫视、XJTV-2、XJTV-3保留全国范围内的传送，其他上星民语频道均为加密定向新疆地区传送。
当重要中国时政大会活动期间（如十九大党代会开闭幕式、阅兵式等），XJTV-2、XJTV-3亦会连同新疆卫视一起转播央视一套节目，此时是普通话原音转播（其他省市/自治区民语卫视频道亦是如此），但会延期制作好对应的民语配音版本另外安排重播。（XJTV-2、XJTV-3在广电总局备案定位亦是上星综合频道性质）

## 频道列表

### 电视服务
新疆广播电视台的电视服务源于1970年10月1日开播的新疆电视台 (英文為Xinjiang Television，維吾爾語：شىنجاڭ تېلېۋىزىيە ئىستانسى/shynjyang teleuyzya (拉丁維文)‎）。
1986年7月1日，新疆电视台的维吾尔语、汉语和哈萨克语节目正式上星传输，成为全中国第一家上星播出的省级电视台、全国上星频道最多的省级电视台及使用语言第二多的电视台。
在2017年年底之前，新疆电视台2、3、5、8、9、13、14、15频道使用新疆时间（UTC+6），现已统一改为北京时间（UTC+8）。
2019年6月，新疆广播电视台的汉语、维吾尔语和哈萨克语卫视高清版本开始通过新疆广电网络有线电视播出。同年8月29日，全套电视频道高清版本正式全面入网新疆广电网络，同时在新疆电信IPTV和新疆移动乐播TV魔百和传输。
新疆电视台还曾开办过面向吉尔吉斯斯坦（柯尔克孜语/吉尔吉斯语）和乌兹别克斯坦（乌兹别克语）传送的节目，通过XJTV-8播出，现均已停播。

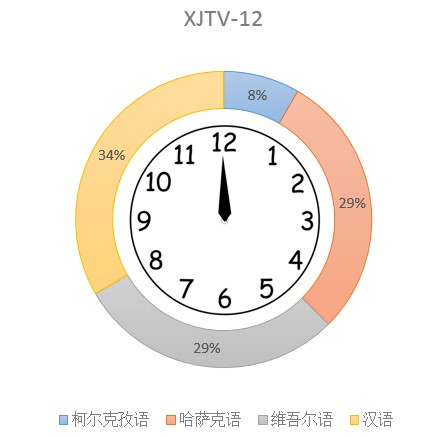
第八套节目下半日各民族语言时间安排（新疆时间，2018年5月2日前）

#### 现有频道
| 頻道名稱 | 頻道定位 | 语言                       | 广播格式          | 啟播時間                                                                                           | 频道前身                                                                             | 備註 | 備註 |
| XJTV-1   | 汉语新闻综合频道 新疆卫视 | 普通話                     | SD: PAL 576i 16:9 | 标清版：1970年10月1日（开播） 1986年7月1日（上星） 1997年8月28日（分频） 高标清16:9同播：2019年6月 | 新疆电视台                                                                           | 上星播出，24小时全天候播出 |      |
|          | 维吾尔语新闻综合频道 (شىنجاڭ تېلېۋىزىيە ئۇيغۇر خەۋەر قانىلى)                                                                    | 维吾尔语                   | SD: PAL 576i 16:9 | 标清版：1970年10月1日（开播） 1986年7月1日（上星） 1997年8月28日（分频） 高标清16:9同播：2019年6月 | 同上                                                                                 | 上星播出 |      |
|          | 哈萨克语新闻综合频道 (قناة شينجيانغ التلفزيونية الكازاخستانية الإخبارية الشاملة/Синьцзян ТВ Қазақ жаңалықтары жан-жақты арнасы) | 哈萨克语                   | SD: PAL 576i 16:9 | 标清版：1970年10月1日（开播） 1986年7月1日（上星） 1997年8月28日（分频） 高标清16:9同播：2019年6月 | 同上                                                                                 | 上星播出 |      |
|          | 汉语综艺频道 | 普通话                     | SD: PAL 576i 16:9 | 标清版：1993年2月1日                                                                               | 雪莲电视台 新疆电视台文体频道                                                        | 上星播出 官方微博帳號名称为“电视剧频道” |      |
|          | 维吾尔语影视综艺频道 （شىنجاڭ تېلېۋىزىيە ئۇيغۇر كىنو-تېلېۋىزىيە تۈرلىرى قانىلى）                                                | 维吾尔语                   | SD: PAL 576i 16:9 | 标清版：不详                                                                                       | 新疆有线电视台维吾尔语综合频道 新疆电视台维吾尔语综艺频道 新疆电视台维吾尔语影视频道 | 以译制版电影、电视剧为主，除少量文艺节目外，有时也会转播新疆本地和国内外体育赛事，上星播出 2025年7月2日起，原本在XJTV-8播出的柯尔克孜语译制版央视《新闻联播》及《新疆新闻联播》改在XJTV-5播出，首播时间仍为23:30-00:30，重播时间仍为次日13:30-14:30 |      |
|          | 汉语影视频道 | 普通话                     | SD: PAL 576i 16:9 | 标清版：不详                                                                                       | 新疆有线电视台汉语综合频道                                                           | 新疆本地的一个专业电影频道。受地域版权保护因素，官网及“丝路视听”APP不提供直播 |      |
|          | 汉语体育健康频道 | 普通话                     | SD: PAL 576i 16:9 | 标清版：1998年2月1日                                                                               | 新疆有线电视台体育频道                                                               | 原为XJTV-10 第十三届冬运会期间更名为冬运频道 |      |
|          | 少儿频道 | 普通话、维吾尔语、哈萨克语 | SD: PAL 576i 16:9 | 标清版：2004年12月26日                                                                             |                                                                                      | 上星播出；原为XJTV-12 15:00-18:30使用哈萨克语播出，18:30-22:00使用维吾尔语播出，其余时间使用汉语播出 |      |

#### 停播频道
- XJTV-7 汉语经济生活频道：原天山电视台、新疆经济电视台。2025年7月2日停播，原XJTV-10改为XJTV-7。
- XJTV-8 哈萨克语综艺频道：以译制版电视剧为主，节假日安排文艺节目，上星播出。2025年7月2日停播，原XJTV-12改为XJTV-8。
- XJTV-9 维吾尔语经济生活频道：上星播出。2025年7月2日停播。
- XJTV-11 汉语信息服务频道：原新疆有线电视台商业频道、新疆电视台法制信息频道。2025年7月2日停播。
- XJTV-13 天山剧场频道（维语影视频道）：以维吾尔语广播为主的数字影视剧频道，覆盖全疆有线数字电视，2019年1月1日起停播。
- XJTV-14 娱乐巴扎频道（维语娱乐频道）：以维吾尔语广播为主的数字文艺频道，覆盖全疆有线数字电视，2019年1月1日起停播。
- XJTV-15 教育在线频道（维语教育频道）：以维吾尔语广播为主的数字教育频道，覆盖全疆有线数字电视[a]，2019年1月1日起停播。

### 广播服务
新疆广播电视台的广播服务源于1949年12月21日开播的新疆人民广播电台，其前身为迪化人民广播电台。新疆人民广播电台使用调频、中波、短波和互联网对外播音，使用汉语、维吾尔语、哈萨克语、蒙古语和柯尔克孜语五种语言播音，下属12个广播频道。其电波不仅覆盖新疆，在全国乃至海外都可以收听。其总部位于中华人民共和国新疆维吾尔自治区乌鲁木齐市团结路84号广播大楼。其官方网站为新疆新闻在线。现任台长为史林杰，现任党委书记为安思国。
| 頻道名稱                   | 语言       | 频道频率                                                                               | 啟播時間             | 頻道口號          | 频道前身                                                                                 | 備註 |
| 综合广播                   | 普通話     | FM89.5 MW: 675、685、702、738、999、1494 SW: 3950、5060、5960、7155、7310、9600、11770 | 启播：1949年12月21日 | 阳光895           | 迪化人民广播电台                                                                         | 是目前新疆唯一覆盖全疆的广播频率，是新疆最大的广播传媒，全疆63个中短波频率转播新疆台综合广播的节目，以新闻节目为主。 |
| 新闻广播                   | 普通話     | FM96.1                                                                                 |                      | 先锋961           |                                                                                          | |
| 交通广播                   | 普通話     | FM94.9                                                                                 | 启播：1994年4月28日  |                   |                                                                                          | |
| 文化旅游广播（私家车广播） | 普通話     | FM92.9                                                                                 | 启播：1993年3月28日  | 活力城市 动感调频 | 天山经济广播电台 新疆经济广播电台 新疆卫星经济广播 新疆卫星广播生活消费频道 新疆城市广播 | |
| 音乐广播（MIX FM）         | 普通話     | FM103.9                                                                                | 启播：2011年1月      |                   |                                                                                          | MY FM联播网成员 |
| 维吾尔语综合广播           | 维吾尔语   | SW: 3950、5060、5960、7155、7310、9600、11770                                          |                      |                   |                                                                                          | |
| 交通文艺广播               | 维吾尔语   | FM107.4                                                                                |                      |                   |                                                                                          | |
| 哈萨克语广播               | 哈萨克语   | SW: 3950、5060、5960、7155、7310、9600、11770                                          |                      |                   |                                                                                          | |
| 蒙古语广播                 | 蒙古语     | SW: 3950、5060、5960、7155、7310、9600、11770                                          |                      |                   |                                                                                          | 2012年2月27日分频播出                                                                                                |
| 柯尔克孜语广播             | 柯尔克孜语 |                                                                                        |                      |                   |                                                                                          | 2012年2月27日分频播出                                                                                                |

#### 停播频率
- 老年广播（民生广播）：2013年5月开播，乌鲁木齐调频92.4MHz。2025年7月2日停播。
- 故事广播：2007年5月开播，乌鲁木齐调频102.8MHz。2025年7月2日停播。

## 台標
- 2001年至2009年
- 2009年2012年
- 2012年至今

### 第一代
新疆电视台第一代台标启用于1994年，图案由黄圈蓝圆内有天山和"XJTV"字样组成。

### 第二代
新疆电视台第二代台标启用于2001年，该台标的总体造型为“新疆”二字的英文缩写字母“X、J”，其“红、绿、蓝”三种颜色，表示电视的三基色，标志中“J”上方的红点为人的头，下方为女子舞动的身体，中间由红绿蓝三基色组成的“拐钩”，象征着身着阿得莱丝绸的女子飞舞着的彩裙裙摆，寓意新疆是一个歌舞之乡。
此台标只在汉语新闻综合频道（新疆卫视）和哈语综艺频道用于面向吉尔吉斯斯坦国家地区传送播出柯语节目时段期间使用，其他频道使用的是透明的XJTV-X（X为2-12之间的数字）（2008年全国哀悼日期间新疆卫视使用透明台标XJTV-1）。

### 第三代
新疆电视台第三代台标启用于2009年4月，新台标的创意灵感来自新疆和田美玉，设计利用玉壁与玉玦造型的艺术构成，将英语“新疆”两个单词的首个字母和汉语拼音的首个字母“XJ”演绎定格于此，从文明传承的高度呼应了新疆独特地域的辩识特征，也寓意着新疆电视台追求完善高洁、以美名传天下的文化品质理念。

### 第四代
新疆电视台第四代台标启用于2012年6月，这个台标的设计灵感来源于中国传统的丝绸，看到丝绸就联想到了丝绸之路，而新疆也因为著名的丝绸之路而闻名世界。新台标的图形像一段飘逸飞舞的丝绸，动感强烈、飞舞灵动、给人的视觉感受是时尚前卫。就像一段丝绸飘扬旋转一瞬间的定格，标志色彩过渡自然形成的切面中，恰巧隐含了“新疆”汉语拼音首字母“X”。

## 检验图
新疆广播电视台部分电视频道在播出结束后播出高清检验图，检验图画面与中央广播电视总台所属中国中央电视台的检验图画面一致，并伴有消音音效，开播前五分钟播放《新疆是个好地方》旅游宣传片。而新疆卫视则在不定期周三凌晨检修时候使用。

## 调谐信号
新疆人民广播电台的调谐信号为《东方红》开头两小节的电风琴版本，于1950年4月10日与中央人民广播电台、北京广播电台和其它地方人民广播电台一同启用，在综合广播、维吾尔语综合广播、维吾尔语文艺广播、哈萨克语广播、蒙古语广播、柯尔克孜语广播开台前播放，并用各自的语言播出新疆人民广播电台呼号。是中国大陆僅有的兩個以《东方红》为调谐信号的地方广播电台（另一个为广东省的高州人民广播电台）。